# Ctenucha signata
Ctenucha signata là một loài bướm đêm thuộc phân họ Arctiinae, họ Erebidae.